# Dịch Môn
Dịch Môn (chữ Hán giản thể: 易门县) là một huyện thuộc địa cấp thị Ngọc Khê, tỉnh Vân Nam, Cộng hòa Nhân dân Trung Hoa. Huyện này có diện tích 1.571 km², dân số năm 2000 là 170.000 người. Chính quyền quận đóng tại trấn Long Tuyền.

## Phân chia hành chính
- Trấn: Long Tuyền, Lục Nhai và Lục Chấp
- Hương: Hương dân tộc Di Phố Bá, hương dân tộc Di Thập Nhai, hương dân tộc Di Đồng Hán, Tiểu Nhai.